# Гулебки
Гулебки (дарг. ГъулебкIи) — село в Акушинском районе Дагестана. Входит в состав Цугнинского сельсовета.

## Географическое положение
Село находится на берегу реки Цугникотты (бассейн реки Калахерк), расстоянии 19 км к юго-востоку от села Акуша, административного центра района.

## Население
| 1888 | 1895 | 1926 | 1939 | 1970 | 1989 | 2002 |
| ---- | ---- | ---- | ---- | ---- | ---- | ---- |
| 259  | ↘255 | ↘209 | ↗248 | ↗295 | ↗377 | ↗460 |
| 2010 | 2021 |      |      |      |      |      |
| ↘386 | ↘330 |      |      |      |      |      |